# Peter Nagel (Maler)

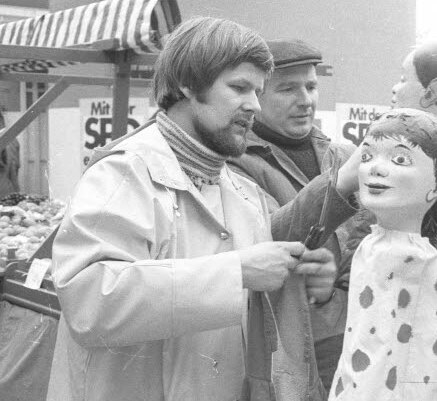
Peter Nagel (vorn) mit Harald Duwe (1971).

Peter Nagel (* 6. April 1941 in Kiel) ist ein deutscher Maler. Von 1985 bis 2004 war er Professor für Malerei an der Muthesius Kunsthochschule in Kiel.

## Leben und Werk
Nagel studierte von 1960 bis 1965 an der Hochschule für bildende Künste Hamburg bei Carl Heinz Wienert, Karl Kluth und Johannes Geccelli.
1965 gründete er mit Dieter Asmus, Nikolaus Störtenbecker und Dietmar Ullrich die Gruppe ZEBRA. Nach einem Studienaufenthalt in London im Jahr 1966 und einem Stipendium der Deutschen Akademie Rom Villa Massimo 1967 arbeitete er als freier Maler und Graphiker. 1977 wurde ihm der Kulturpreis der Stadt Kiel verliehen. Von 1985 bis 2004 war er Professor für Malerei an der Muthesius Kunsthochschule Kiel. Peter Nagel ist seit 1981 Mitglied der Freien Akademie der Künste Hamburg. 1995 wurde er Kurator der Kunststiftung Landesbank Schleswig-Holstein.
Nagels Malerei ist in die Strömung des Neuen Realismus einzuordnen, das Erscheinungsbild seiner Kunst als ein Ergebnis zwischen Fotografie und Grafik.
Peter Nagel ist seit 1969 Mitglied des Deutschen Künstlerbundes (von 1983 bis 1988 im Vorstand). Er lebt in Kleinflintbek bei Kiel und in der Toskana. Er ist mit der Malerin Hanne Nagel-Axelsen (* 1942) verheiratet. Beide sind Mitglied in der Freien Akademie der Künste in Hamburg.

## Ausstellungen
- 1967: Schleswig-Holsteinisches Landesmuseum Schloss Gottorf, Schleswig
- 1967: Vejen Museum (Dänemark)
- 1971: Galerie van de Loo, München
- 1976: Studio Jaeschke, Bochum
- 1978: Schleswig-Holsteinischer Kunstverein in der Kunsthalle zu Kiel
- 1981: Mannheimer Kunstverein
- 1982: Studio Jaeschke, Bochum
- 1993: Silkeborg Kunstmuseum (Dänemark)
- 1994: Fåborg Kunstmuseum (Dänemark)
- 1997: Kunstverein Emsdetten
- 1998: Kunstforeningen Nykobing (Dänemark)
- 2001: Polaritäten. Rolf-Gunter Dienst – Peter Nagel, Schleswig-Holsteinischer Kunstverein in der Kunsthalle zu Kiel; Kunstmuseum Bayreuth
- 2005: Kunstverein Region Heinsberg, Jubiläumsausstellung, 20 × 20
- 2006: Das Frühwerk, Richard-Haizmann-Museum Niebüll
- 2006: Tierisches Vergnügen, Landeshaus Kiel mit Hanne Nagel-Axelsen
- 2010: Peter Nagel, 50 Jahre Malerei, Stadtgalerie Kiel
- 2011: Ein Zebra kommt manchmal alleine, Stadtgalerie Bad Soden a.T.
- 2012: Nagelaltundnagelneu, Galerie Eva Poll, Berlin
- 2021: Peter Nagel – 60 Jahre Malerei und Gäste, Stadtgalerie Kiel[2]

## Preise
- 1969: Kunstpreis der deutschen Akademie in Rom, Villa Massimo
- 1969: Preis der Deutschen Bundesregierung Premio Fiorino, Florenz
- 1969: 1. Preis bei der Internationalen Triennale für farbige Druckgrafik, Grenchen (Schweiz)
- 1976: Preis des Regierungspräsidenten von Freiburg im Breisgau
- 1977: Kulturpreis der Stadt Kiel
- 1983: Preisträger Künstlerflaggen für Europa, Mannheim
- 2011: Verdienstorden des Landes Schleswig-Holstein